# Coppa Italia 2019-2020
La Coppa Italia 2019-2020, denominata in occasione della finale Coppa Italia Coca-Cola per ragioni di sponsorizzazione, è stata la 73ª edizione della manifestazione calcistica. È iniziata il 3 agosto 2019 e si è conclusa il 17 giugno 2020.
Il torneo è stato vinto dal Napoli, al sesto successo nella manifestazione. Gli azzurri hanno sconfitto, ai tiri di rigore, la Juventus per 4-2 dopo che i tempi regolamentari si erano conclusi sullo 0-0, conquistando l'accesso alla fase a gironi della UEFA Europa League 2020-2021. In via del tutto eccezionale in questa finale non si disputarono i due tempi supplementari.

## Formula
Viene confermata la formula delle ultime stagioni, con 78 squadre partecipanti: 20 club di Serie A, 20 club di Serie B, 29 club di Serie C e 9 club di Serie D. A seconda del campionato in cui militano nella stagione attuale, tali squadre esordiscono nel torneo partendo da turni diversi.
L'intera competizione si svolge ad eliminazione diretta, con partite secche in ogni turno ad eccezione delle semifinali: queste ultime si articolano su andata e ritorno, con il criterio dei gol in trasferta. In caso di parità allo scadere dei tempi regolamentari, la vincitrice viene individuata dai supplementari e dagli eventuali rigori. Successivamente, con la ripresa della competizione a partire dalle semifinali di ritorno, sospesa in precedenza a causa della pandemia di COVID-19, in caso di parità al termine delle stesse e in aggiunta della finale, la vincitrice viene individuata direttamente ai rigori. Inoltre, vengono concesse un massimo di cinque sostituzioni, da effettuare utilizzando un massimo di tre interruzioni di gioco, durante la disputa degli incontri.
Le squadre che hanno terminato il campionato di Serie A nelle prime otto posizioni ("teste di serie") sono ammesse direttamente agli ottavi di finale. Durante i turni preliminari, ad usufruire del fattore campo è la squadra col numero di tabellone più basso (determinato da un sorteggio preliminare); anche nella fase ad eliminazione diretta è applicata tale regola (in particolare nelle semifinali serve a definire la squadra che giocherà in casa la partita di ritorno), ma viene osservata un'eccezione qualora ad affrontarsi siano una squadra di Serie A "testa di serie" e una squadra di Serie A "non testa di serie" (cioè che si è piazzata tra il 9º e il 17º posto in Serie A nella stagione precedente oppure che è stata promossa dalla Serie B ugualmente facendo riferimento alla passata stagione calcistica): in tal caso è previsto un sorteggio.
La finale si è tenuta allo Stadio Olimpico di Roma.

### Struttura del torneo
|                                         | Squadre che entrano in questo turno | Squadre qualificate dal turno precedente     |
| --------------------------------------- | --- | -------------------------------------------- |
| Primo turno eliminatorio (36 squadre)   | - 27 squadre di Serie C (18 di esse sono designate "teste di serie" del primo turno e vengono loro attribuiti i numeri di tabellone dal 43 al 60) - 8 squadre dal girone A della Serie C 2018-2019 (dal 2º al 10º posto ad esclusione del 3º posto del Pisa promosso in Serie B) - 9 squadre dal girone B della Serie C 2018-2019 (dal 2º al 10º posto) - 10 squadre dal girone C della Serie C 2018-2019 (dal 3º al 12º posto, compresa la Viterbese Castrense, vincitrice della Coppa Italia Serie C 2018-2019) - 9 squadre della Serie D 2018-2019 |                                              |
| Secondo turno eliminatorio (40 squadre) | - 20 squadre di Serie B (tutte designate "teste di serie" del secondo turno con attribuzione di numeri di tabellone dal 21 al 40) - 3 squadre retrocesse dalla Serie A 2018-2019 - 12 squadre dalla Serie B 2018-2019 (dal 3º al 16º posto ad esclusione del 5º posto del Verona promosso in Serie A e dell'11º posto del Palermo non iscritto) - 5 squadre promosse dalla Serie C 2018-2019 - 2 squadre di Serie C (cui sono attribuiti i numeri di tabellone 41 e 42) - 2 squadre retrocesse dalla Serie B 2018-2019 (18º e 19º posto)              | - 18 vincenti del primo turno eliminatorio   |
| Terzo turno eliminatorio (32 squadre)   | - 12 squadre di Serie A (tutte designate "teste di serie" del terzo turno con attribuzione di numeri di tabellone dal 9 al 20) - 9 squadre dalla Serie A 2018-2019 (dal 9º al 17º posto) - 3 squadre promosse dalla Serie B 2018-2019 | - 20 vincenti del secondo turno eliminatorio |
| Quarto turno (16 squadre)               | | - 16 vincenti del terzo turno eliminatorio   |
| Fase finale (16 squadre)                | - 8 squadre di Serie A ("teste di serie" del torneo, cui sono attribuiti i numeri di tabellone dall'1 all'8) - 8 squadre dalla Serie A 2018-2019 (dal 1º all'8º posto) | - 8 vincenti del quarto turno                |

## Calendario
Il calendario è stato ufficializzato dalla FIGC il 16 luglio 2019, mentre il sorteggio si è svolto il 22 luglio seguente presso la sede della Lega Serie A a Milano.
|                   |                     |                                           |                         |                         |                      |                      |
| 3-4-6 agosto 2019 | 3-4-6 agosto 2019   | Turni eliminatori                         |                         |                         |                      |                      |
| turno preliminare | 10-11 agosto 2019   | 10-11 agosto 2019                         |                         | Trentaduesimi           | 16-17-18 agosto 2019 | 16-17-18 agosto 2019 |
| Sedicesimi        | 3-4-5 dicembre 2019 | 3-4-5 dicembre 2019                       |                         |                         |                      |                      |
| Fase finale       | Ottavi di finale    | Turni eliminatori                         | 9-14-15-16 gennaio 2020 | 9-14-15-16 gennaio 2020 |                      |                      |
| Fase finale       | colspan="2"         | Quarti di finale 21-22-28-29 gennaio 2020 |                         |                         |                      |                      |
| Fase finale       | Semifinali          | 12-13 febbraio 2020                       | 12-13 giugno 2020       |                         |                      |                      |
| Fase finale       | Finale              | 17 giugno 2020                            | 17 giugno 2020          |                         |                      |                      |

## Squadre
| Squadre  | Rank    |
| Serie A  | Serie A |
| -------- | ------- |
| Napoli   | 1       |
| Juventus | 2       |
| Milan    | 3       |
| Inter    | 4       |
| Atalanta | 5       |
| Torino   | 6       |
| Roma     | 7       |
| Lazio    | 8       |

| Squadre    | Rank    |
| Serie A    | Serie A |
| ---------- | ------- |
| Verona     | 9       |
| Parma      | 10      |
| Genoa      | 11      |
| Fiorentina | 12      |
| Cagliari   | 13      |
| SPAL       | 14      |
| Udinese    | 15      |
| Brescia    | 16      |
| Sassuolo   | 17      |
| Bologna    | 18      |
| Lecce      | 19      |
| Sampdoria  | 20      |

| Squadre        | Rank    |
| Serie B        | Serie B |
| -------------- | ------- |
| Crotone        | 21      |
| Salernitana    | 22      |
| Pisa           | 23      |
| Spezia         | 24      |
| Perugia        | 25      |
| Virtus Entella | 26      |
| Pordenone      | 27      |
| Chievo         | 28      |
| Benevento      | 29      |
| Juve Stabia    | 30      |
| Venezia        | 31      |
| Cremonese      | 32      |
| Empoli         | 33      |
| Pescara        | 34      |
| Frosinone      | 35      |
| Cosenza        | 36      |
| Ascoli         | 37      |
| Trapani        | 38      |
| Livorno        | 39      |
| Cittadella     | 40      |
| Serie C        |         |
| Padova         | 41      |
| Carpi          | 42      |

| Squadre             | Rank    |
| Serie C             | Serie C |
| ------------------- | ------- |
| Piacenza            | 43      |
| Pro Vercelli        | 44      |
| Monopoli            | 45      |
| Carrarese           | 46      |
| Siena               | 47      |
| Reggina             | 48      |
| Virtus Francavilla  | 49      |
| Catania             | 50      |
| Imolese             | 51      |
| Monza               | 52      |
| Ravenna             | 53      |
| Feralpisalò         | 54      |
| Südtirol            | 55      |
| Triestina           | 56      |
| Pro Patria          | 57      |
| Potenza             | 58      |
| Catanzaro           | 59      |
| Arezzo              | 60      |
| Casertana           | 62      |
| Cavese              | 65      |
| Alessandria         | 69      |
| Sambenedettese      | 70      |
| Novara              | 72      |
| L.R. Vicenza        | 73      |
| Fermana             | 75      |
| Rende               | 77      |
| Viterbese Castrense | 78      |

| Squadre   | Rank    |
| Serie D   | Serie D |
| --------- | ------- |
| Turris    | 61      |
| Lanusei   | 63      |
| Matelica  | 64      |
| Fasano    | 66      |
| Adriese   | 67      |
| Sanremese | 68      |
| Fanfulla  | 71      |
| Mantova   | 74      |
| Ponsacco  | 76      |

## Partite

### Turni eliminatori

#### Primo turno
| Squadra 1          | Risultato       | Squadra 2           |
| ------------------ | --------------- | ------------------- |
| Triestina          | 3 - 1           | Cavese              |
| Pro Patria         | 1 - 0           | Matelica            |
| Virtus Francavilla | 2 - 1           | Novara              |
| Reggina            | 3 - 2           | L.R. Vicenza        |
| Siena              | 0 - 2           | Mantova             |
| Monza              | 2 - 0           | Alessandria         |
| Ravenna            | 1 - 0           | Sanremese           |
| Arezzo             | 1 - 0           | Turris              |
| Adriese            | 0 - 1           | Feralpisalò         |
| Catanzaro          | 4 - 1 (dts)     | Casertana           |
| Imolese            | 3 - 3 (4-3 dtr) | Sambenedettese      |
| Pro Vercelli       | 2 - 0 (dts)     | Rende               |
| Piacenza           | 1 - 1 (3-2 dtr) | Viterbese Castrense |
| Catania            | 3 - 0           | Fanfulla            |
| Carrarese          | 1 - 1 (5-4 dtr) | Fermana             |
| Monopoli           | 4 - 1           | Ponsacco            |
| Südtirol           | 4 - 2           | Fasano              |
| Potenza            | 2 - 0           | Lanusei             |

Note
1. ↑  Inversione di campo rispetto all'esito del sorteggio.

#### Secondo turno
| Squadra 1      | Risultato       | Squadra 2          |
| -------------- | --------------- | ------------------ |
| Perugia        | 1 - 0           | Triestina          |
| Spezia         | 5 - 0           | Pro Patria         |
| Cremonese      | 4 - 0           | Virtus Francavilla |
| Empoli         | 2 - 1           | Reggina            |
| Pescara        | 3 - 2           | Mantova            |
| Benevento      | 3 - 4           | Monza              |
| Livorno        | 0 - 1           | Carpi              |
| Cittadella     | 3 - 0           | Padova             |
| Chievo         | 1 - 1 (3-1 dtr) | Ravenna            |
| Crotone        | 4 - 3           | Arezzo             |
| Pordenone      | 1 - 2           | Feralpisalò        |
| Salernitana    | 3 - 1           | Catanzaro          |
| Juve Stabia    | 1 - 1 (2-3 dtr) | Imolese            |
| Ascoli         | 5 - 1           | Pro Vercelli       |
| Trapani        | 3 - 1           | Piacenza           |
| Venezia        | 2 - 1           | Catania            |
| Frosinone      | 4 - 0           | Carrarese          |
| Monopoli       | 1 - 0           | Cosenza            |
| Virtus Entella | 1 - 2           | Südtirol           |
| Pisa           | 3 - 0           | Potenza            |

Note
1. ↑  Inversione di campo rispetto all'esito del sorteggio.

#### Terzo turno
| Squadra 1  | Risultato       | Squadra 2   |
| ---------- | --------------- | ----------- |
| Perugia    | 2 - 1 (dts)     | Brescia     |
| Sassuolo   | 1 - 0           | Spezia      |
| Verona     | 1 - 2 (dts)     | Cremonese   |
| Empoli     | 2 - 1 (dts)     | Pescara     |
| Fiorentina | 3 - 1           | Monza       |
| Cittadella | 3 - 3 (5-4 dtr) | Carpi       |
| Cagliari   | 2 - 1           | Chievo      |
| Crotone    | 1 - 3           | Sampdoria   |
| SPAL       | 3 - 1           | Feralpisalò |
| Lecce      | 4 - 0           | Salernitana |
| Genoa      | 4 - 1           | Imolese     |
| Ascoli     | 2 - 0           | Trapani     |
| Parma      | 3 - 1           | Venezia     |
| Frosinone  | 5 - 1           | Monopoli    |
| Udinese    | 3 - 1           | Südtirol    |
| Pisa       | 0 - 3           | Bologna     |

Note
1. 1 2 3  Inversione di campo rispetto all'esito del sorteggio.

#### Quarto turno
| Squadra 1  | Risultato | Squadra 2  |
| ---------- | --------- | ---------- |
| Sassuolo   | 1 - 2     | Perugia    |
| Cremonese  | 1 - 0     | Empoli     |
| Fiorentina | 2 - 0     | Cittadella |
| Cagliari   | 2 - 1     | Sampdoria  |
| SPAL       | 5 - 1     | Lecce      |
| Genoa      | 3 - 2     | Ascoli     |
| Parma      | 2 - 1     | Frosinone  |
| Udinese    | 4 - 0     | Bologna    |

### Fase finale

#### Ottavi di finale
| Squadra 1  | Risultato       | Squadra 2 |
| ---------- | --------------- | --------- |
| Napoli     | 2 - 0           | Perugia   |
| Lazio      | 4 - 0           | Cremonese |
| Fiorentina | 2 - 1           | Atalanta  |
| Inter      | 4 - 1           | Cagliari  |
| Milan      | 3 - 0           | SPAL      |
| Torino     | 1 - 1 (5-3 dtr) | Genoa     |
| Parma      | 0 - 2           | Roma      |
| Juventus   | 4 - 0           | Udinese   |

#### Quarti di finale
| Squadra 1 | Risultato   | Squadra 2  |
| --------- | ----------- | ---------- |
| Napoli    | 1 - 0       | Lazio      |
| Inter     | 2 - 1       | Fiorentina |
| Milan     | 4 - 2 (dts) | Torino     |
| Juventus  | 3 - 1       | Roma       |

#### Semifinali
| Squadra 1 | Totale      | Squadra 2 | Andata | Ritorno |
| --------- | ----------- | --------- | ------ | ------- |
| Inter     | 1 - 2       | Napoli    | 0 - 1  | 1 - 1   |
| Milan     | 1 - 1 (gfc) | Juventus  | 1 - 1  | 0 - 0   |

#### Finale
| Arbitro: | Doveri (Roma 1) |

|                                   |                      |                              |
| Insigne Politano Maksimović Milik | Tiri di rigore 4 – 2 | Dybala Danilo Bonucci Ramsey |

| Napoli | Juventus |

|                 |    |                     |     |     |
|                 |    |                     |     |     |
| P               | 1  | Alex Meret          |     |     |
| D               | 22 | Giovanni Di Lorenzo |     |     |
| D               | 19 | Nikola Maksimović   |     |     |
| D               | 26 | Kalidou Koulibaly   |     |     |
| D               | 6  | Mário Rui           | 77’ | 80’ |
| C               | 8  | Fabián Ruiz         |     | 80’ |
| C               | 4  | Diego Demme         |     |     |
| C               | 20 | Piotr Zieliński     |     | 88’ |
| A               | 7  | José María Callejón |     | 66’ |
| A               | 14 | Dries Mertens       |     | 66’ |
| A               | 24 | Lorenzo Insigne     |     |     |
| A disposizione: |    |                     |     |     |
| P               | 27 | Orestīs Karnezīs    |     |     |
| C               | 5  | Allan               |     | 80’ |
| A               | 9  | Fernando Llorente   |     |     |
| A               | 11 | Hirving Lozano      |     |     |
| C               | 12 | Eljif Elmas         |     | 88’ |
| D               | 13 | Sebastiano Luperto  |     |     |
| A               | 21 | Matteo Politano     |     | 66’ |
| D               | 23 | Elseid Hysaj        |     | 80’ |
| D               | 31 | Faouzi Ghoulam      |     |     |
| C               | 34 | Amin Younes         |     |     |
| D               | 44 | Kōstas Manōlas      |     |     |
| A               | 99 | Arkadiusz Milik     |     | 66’ |
| Allenatore:     |    |                     |     |     |
| Gennaro Gattuso |    |                     |     |     |

|                 |    |                       |     |     |
|                 |    |                       |     |     |
| P               | 77 | Gianluigi Buffon      |     |     |
| D               | 16 | Juan Cuadrado         |     | 85’ |
| D               | 4  | Matthijs de Ligt      |     |     |
| D               | 19 | Leonardo Bonucci      | 51’ |     |
| D               | 12 | Alex Sandro           |     |     |
| C               | 30 | Rodrigo Bentancur     |     |     |
| C               | 5  | Miralem Pjanić        |     | 74’ |
| C               | 14 | Blaise Matuidi        |     |     |
| A               | 11 | Douglas Costa         |     | 65’ |
| A               | 10 | Paulo Dybala          | 83’ |     |
| A               | 7  | Cristiano Ronaldo     |     |     |
| A disposizione: |    |                       |     |     |
| P               | 1  | Wojciech Szczęsny     |     |     |
| P               | 31 | Carlo Pinsoglio       |     |     |
| D               | 2  | Mattia De Sciglio     |     |     |
| C               | 8  | Aaron Ramsey          |     | 85’ |
| D               | 13 | Danilo                |     | 65’ |
| D               | 24 | Daniele Rugani        |     |     |
| C               | 25 | Adrien Rabiot         |     |     |
| A               | 33 | Federico Bernardeschi |     | 74’ |
| A               | 35 | Marco Olivieri        |     |     |
| C               | 38 | Simone Muratore       |     |     |
| A               | 44 | Giacomo Vrioni        |     |     |
| A               | 46 | Luca Zanimacchia      |     |     |
| Allenatore:     |    |                       |     |     |
| Maurizio Sarri  |    |                       |     |     |

## Tabellone (fase finale)
|  | Ottavi di finale | Ottavi di finale |       |             | Quarti di finale | Quarti di finale |  |       | Semifinali | Semifinali | Semifinali | Semifinali |  |              | Finale | Finale |
|  |                  |                  |       |             |                  |                  |  |       |            |            |            |            |  |              |        |        |
|  | Inter            | 4                |       |             |                  |                  |  |       |            |            |            |            |  |              |        |        |
|  | Cagliari         | 1                |       |             |                  |                  |  |       |            |            |            |            |  |              |        |        |
|  | Cagliari         | 1                |       | Inter       | 2                |                  |  |       |            |            |            |            |  |              |        |        |
|  |                  |                  |       | Inter       | 2                |                  |  |       |            |            |            |            |  |              |        |        |
|  |                  | Fiorentina       | 1     |             |                  |                  |  |       |            |            |            |            |  |              |        |        |
|  | Fiorentina       | Fiorentina       | 1     | 2           |                  |                  |  |       |            |            |            |            |  |              |        |        |
|  | Fiorentina       |                  |       | 2           |                  |                  |  |       |            |            |            |            |  |              |        |        |
|  | Atalanta         | 1                |       |             |                  |                  |  |       |            |            |            |            |  |              |        |        |
|  | Atalanta         | 1                |       |             |                  |                  |  | Inter | 0          | 1          | 1          |            |  |              |        |        |
|  |                  |                  |       |             |                  |                  |  | Inter | 0          | 1          | 1          |            |  |              |        |        |
|  |                  | Napoli           | 1     | 1           | 2                |                  |  |       |            |            |            |            |  |              |        |        |
|  | Napoli           | Napoli           | 1     | 1           | 2                | 2                |  |       |            |            |            |            |  |              |        |        |
|  | Napoli           |                  |       |             |                  | 2                |  |       |            |            |            |            |  |              |        |        |
|  | Perugia          | 0                |       |             |                  |                  |  |       |            |            |            |            |  |              |        |        |
|  | Perugia          | 0                |       | Napoli      | 1                |                  |  |       |            |            |            |            |  |              |        |        |
|  |                  |                  |       | Napoli      | 1                |                  |  |       |            |            |            |            |  |              |        |        |
|  |                  | Lazio            | 0     |             |                  |                  |  |       |            |            |            |            |  |              |        |        |
|  | Lazio            | Lazio            | 0     | 4           |                  |                  |  |       |            |            |            |            |  |              |        |        |
|  | Lazio            |                  |       | 4           |                  |                  |  |       |            |            |            |            |  |              |        |        |
|  | Cremonese        | 0                |       |             |                  |                  |  |       |            |            |            |            |  |              |        |        |
|  | Cremonese        | 0                |       |             |                  |                  |  |       |            |            |            |            |  | Napoli (dtr) | 0 (4)  |        |
|  |                  |                  |       |             |                  |                  |  |       |            |            |            |            |  | Napoli (dtr) | 0 (4)  |        |
|  |                  | Juventus         | 0 (2) |             |                  |                  |  |       |            |            |            |            |  |              |        |        |
|  | Milan            | Juventus         | 0 (2) | 3           |                  |                  |  |       |            |            |            |            |  |              |        |        |
|  | Milan            |                  |       | 3           |                  |                  |  |       |            |            |            |            |  |              |        |        |
|  | SPAL             | 0                |       |             |                  |                  |  |       |            |            |            |            |  |              |        |        |
|  | SPAL             | 0                |       | Milan (dts) | 4                |                  |  |       |            |            |            |            |  |              |        |        |
|  |                  |                  |       | Milan (dts) | 4                |                  |  |       |            |            |            |            |  |              |        |        |
|  |                  | Torino           | 2     |             |                  |                  |  |       |            |            |            |            |  |              |        |        |
|  | Torino (dtr)     | Torino           | 2     | 1 (5)       |                  |                  |  |       |            |            |            |            |  |              |        |        |
|  | Torino (dtr)     |                  |       | 1 (5)       |                  |                  |  |       |            |            |            |            |  |              |        |        |
|  | Genoa            | 1 (3)            |       |             |                  |                  |  |       |            |            |            |            |  |              |        |        |
|  | Genoa            | 1 (3)            |       |             |                  |                  |  | Milan | 1          | 0          | 1          |            |  |              |        |        |
|  |                  |                  |       |             |                  |                  |  | Milan | 1          | 0          | 1          |            |  |              |        |        |
|  |                  | Juventus (gfc)   | 1     | 0           | 1                |                  |  |       |            |            |            |            |  |              |        |        |
|  | Juventus         | Juventus (gfc)   | 1     | 0           | 1                | 4                |  |       |            |            |            |            |  |              |        |        |
|  | Juventus         |                  |       |             |                  | 4                |  |       |            |            |            |            |  |              |        |        |
|  | Udinese          | 0                |       |             |                  |                  |  |       |            |            |            |            |  |              |        |        |
|  | Udinese          | 0                |       | Juventus    | 3                |                  |  |       |            |            |            |            |  |              |        |        |
|  |                  |                  |       | Juventus    | 3                |                  |  |       |            |            |            |            |  |              |        |        |
|  |                  | Roma             | 1     |             |                  |                  |  |       |            |            |            |            |  |              |        |        |
|  | Parma            | Roma             | 1     | 0           |                  |                  |  |       |            |            |            |            |  |              |        |        |
|  | Parma            |                  |       | 0           |                  |                  |  |       |            |            |            |            |  |              |        |        |
|  | Roma             | 2                |       |             |                  |                  |  |       |            |            |            |            |  |              |        |        |

## Classifica marcatori
| Gol | Rigori |  | Giocatore           | Squadra        |
| --- | ------ |  | ------------------- | -------------- |
| 4   |        |  | Gianluca Scamacca   | Ascoli         |
| 4   | 1      |  | Michele Vano        | Carpi          |
| 3   |        |  | Rolando Mandragora  | Udinese        |
| 3   |        |  | Tommaso Morosini    | Südtirol       |
| 3   |        |  | Marcello Trotta     | Frosinone      |
| 3   | 2      |  | Lorenzo Insigne     | Napoli         |
| 2   |        |  | Paulo Dentello Azzi | Pro Vercelli   |
| 2   |        |  | Marco Benassi       | Fiorentina     |
| 2   |        |  | Gleison Bremer      | Torino         |
| 2   |        |  | Andrea Brighenti    | Monza          |
| 2   |        |  | Hakan Çalhanoğlu    | Milan          |
| 2   |        |  | Žan Celar           | Cittadella     |
| 2   |        |  | Camillo Ciano       | Frosinone      |
| 2   |        |  | Claiton             | Cremonese      |
| 2   |        |  | Vincenzo Corvino    | Fasano         |
| 2   |        |  | Francesco Deli      | Cremonese      |
| 2   |        |  | Daniele Donnarumma  | Monopoli       |
| 2   |        |  | Felice Evacuo       | Trapani        |
| 2   |        |  | Mattia Finotto      | Monza          |
| 2   |        |  | Gervinho            | Parma          |
| 2   |        |  | Niccolò Giannetti   | Salernitana    |
| 2   |        |  | Filippo Guccione    | Mantova        |
| 2   |        |  | Simone Iocolano     | Monza          |
| 2   |        |  | Gianluca Lapadula   | Lecce          |
| 2   |        |  | Kevin Lasagna       | Udinese        |
| 2   |        |  | Romelu Lukaku       | Inter          |
| 2   |        |  | Francesco Nicastro  | Catanzaro      |
| 2   |        |  | Simone Palombi      | Cremonese      |
| 2   |        |  | Andrea Pinamonti    | Genoa          |
| 2   |        |  | Simone Raffini      | Ravenna        |
| 2   |        |  | Fabio Scarsella     | Feralpisalò    |
| 2   |        |  | Andrés Tello        | Benevento      |
| 2   |        |  | Mattia Valoti       | SPAL           |
| 2   |        |  | Dušan Vlahović      | Fiorentina     |
| 2   | 1      |  | Mattia Aramu        | Venezia        |
| 2   | 1      |  | Niccolò Belloni     | Arezzo         |
| 2   | 1      |  | Iacopo Cernigoi     | Sambenedettese |
| 2   | 1      |  | Domenico Criscito   | Genoa          |
| 2   | 1      |  | Davide Diaw         | Cittadella     |
| 2   | 1      |  | Paulo Dybala        | Juventus       |
| 2   | 1      |  | Pablo Granoche      | Triestina      |
| 2   | 1      |  | Lorenzo Pellegrini  | Roma           |
| 2   | 1      |  | Reginaldo           | Reggina        |
| 2   | 1      |  | Cristiano Ronaldo   | Juventus       |
| 2   | 1      |  | Marco Tumminello    | Pescara        |